# Hermanas del Corazón Eucarístico de Jesús
La Congregación de Hermanas del Corazón Eucarístico de Jesús (oficialmente en inglés: Congregation of the Sisters of the Eucharistic Heart of Jesus) es una congregación religiosa católica femenina de vida apostólica y de derecho pontificio, fundada por el misionero estadounidense Leo Hale Taylor, en Lagos (Nigeria), en 1943. A las religiosas de este instituto se les conoce como Hermanas del Corazón Eucarístico y posponen a sus nombres las siglas E.H.J.

## Historia
Siendo vicario apostólico de Lagos, el misionero estadounidense Leo Hale Taylor, de la Sociedad de Misiones de África, fundó en dicho vicariato apostólico una congregación religiosa femenina, en 1943, con el fin de asumir vocaciones nativas. Con la ayuda de las Misioneras de Nuestra Señora de los Apóstoles, el fundador dio forma jurídica y estructural a la congregación.
La Sagrada Congregación de Propaganda Fide aprobó el instituto como congregación religiosa de derecho diocesano el 1 de diciembre de 1943. El papa Benedicto XVI elevó el instituto a congregación religiosa de derecho pontificio, mediante Decretum laudis de 2008.

## Organización
La Congregación de Hermanas del Corazón Eucarístico de Jesús es un instituto religioso internacional centralizado, cuyo gobierno es ejercido por una superiora general. La sede central se encuentra en Lagos (Nigeria).
Las Hermanas del Corazón Eucarístico se dedican a la pastoral misionera popular y ad gentes. En 2015, eran unas 219 religiosas y tenían 49 comunidades presentes en Canadá, Estados Unidos y Nigeria.